# Gräsbo, Östhammars kommun
Gräsbo är en by i norra delen av Films församling i Östhammars kommun, nordöstra Uppland.
Gräsbo är den nordligaste byn i Films socken i Östhammars kommun och ligger mellan Österbybruk och Lövstabruk längs länsväg C 710 cirka 12 kilometer norr om Österbybruk. Byn består av enfamiljshus, bondgårdar samt ett mindre antal små fritidshus.
Öster om byn ligger Älgsjön (22,7 m ö.h.) och i norr, på gränsen mot Österlövsta församling (Tierps kommun) ligger Ranndalabergen. Gårdarna Sonbo samt Backen ligger nordväst om Gräsbo. Strax norr om Backen finns en markerad bergshöjd på 49 meter över havet.
I Gräsbo finns också en gammal nedlagd järnvägsstation på Lövstabruksgrenen av Dannemora-Hargs järnväg som i slutet av sin livstid var en del av Stockholm-Roslagens Järnvägar. Stationen stod övergiven i många år efter järnvägens nedläggning 1956, men köptes 2002 av en privatperson som renoverade den. Idag är den en privat bostad.